# Steinwiesen
Steinwiesen település Németországban, azon belül Bajorországban. Lakosainak száma 3333 fő (2023. december 31.). Steinwiesen Wilhelmsthal községgel határos.

## Népesség
A település népessége az elmúlt években az alábbi módon változott:
| Lakosok száma | 1722 | 2628 | 2553 | 4000 | 3550 | 3505 | 3468 | 3460 | 3371 | 3333 |
|               | 1875 | 1950 | 1975 | 1987 | 2012 | 2014 | 2016 | 2017 | 2021 | 2023 |